# Pokłon Trzech Króli (obraz Pietera Bruegla starszego z 1562)
Pokłon Trzech Króli (niderl. De aanbidding door de wijzen) – jeden z trzech obrazów o tej tematyce, namalowany przez Pietera Bruegla Starszego.

## Geneza tematu
Temat poruszony przez Bruegla pochodzi z Nowego Testamentu i opisany został w Ewangelii św. Mateusza (Mt 2,1-12). Pomimo że ewangelia mówi o mędrcach i nie określa jednoznacznie ich liczby, to od XII wieku w sztuce pojawiają się królowie z atrybutami władzy. Najczęściej jest ich trzech, młodzieniec, człowiek dojrzały i starzec, reprezentują trzy kontynenty, Europę, Azję i Afrykę.

## Opis
Bruegel namalował trzy obrazy z motywem pokłonu Trzech Króli. Pierwszy został namalowany w 1562 roku, drugi w 1564, a kolejny w 1567 roku.
Po raz pierwszy malarz podjął się tematu w 1556 roku. Swoje dzieło stworzył na płótnie, przez co dziś jakość obrazu jest bardzo zniszczona. Scena pokłonu została umieszczona w centralnej części dzieła pod zniszczonym dachem szopy. Matkę Boską z Dzieciątkiem otacza tłum ludzi ubrany we wschodnie lub niderlandzkie stroje. Pokłon zgodnie z ikonografią chrześcijańską składają trzej królowie:jeden w czerwonej szacie, dwaj pozostali w jasnej przy czym jeden jest ciemnoskórym królem. W tle sceny widać wielbłądy i słonie co ma nadawać cenie orientalnego charakteru.